# Can Vilà (Pontós)
Can Vilà és una masia de Pontós (Alt Empordà) inclosa a l'Inventari del Patrimoni Arquitectònic de Catalunya.

## Descripció
Situada dins del nucli urbà de la població de Pontós, a la banda de tramuntana del terme, formant cantonada entre la plaça Major i el carrer del Mas Clos.
Masia urbana cantonera de planta rectangular, amb la coberta de teula de dues vessants i distribuïda en planta baixa, pis i golfes que actualment han estat rehabilitades. La façana principal, orientada a la plaça, presenta un gran portal d'accés d'arc de mig punt, bastit amb grans dovelles de pedra calcària i carreus desbastats als brancals. Al seu costat hi ha un altre portal de mig punt adovellat amb els brancals fets de carreus, tot i que és de dimensions més petites i està bastit en pedra sorrenca. Al pis hi ha tres finestres rectangulars bastides amb carreus de pedra calcària ben tallats, les llindes planes, els ampits motllurats i guardapols superiors. La central té la llinda gravada amb la data 1588. A les golfes, situada a l'extrem de ponent del parament, hi ha un obertura asimètrica restituïda, que conserva la corriola original corresponent a la pallissa. La façana està coronada per bigues de fusta que sobresurten exteriorment. La façana lateral, força malmesa, presenta petites finestres rectangulars a les golfes bastides en maons. N'hi ha dues restituïdes. Al pis destaca una finestra emmarcada amb carreus de pedra escairats.
La construcció està bastida amb còdols de pedra disposats en filades més o menys regulars, lligats amb morter i amb carreus escairats a les cantonades. La façana principal deixa l'aparell vist, mentre que la lateral conserva restes del parament arrebossades.

## Història
El nucli urbà de Pontós conserva interessants cases dels segles XVI, XVII i xviii. En el cas de la masia de Can Vilà presenta a la façana principal una finestra d'arc a nivell motllurada amb la data incisa de 1588, any en què possiblement es va construir l'immoble, o si més no, d'alguna reforma del primer pis.
Cal destacar que, encara que no es té document l'any, recentment ha estat restaurada.